# حیات وحش یونان

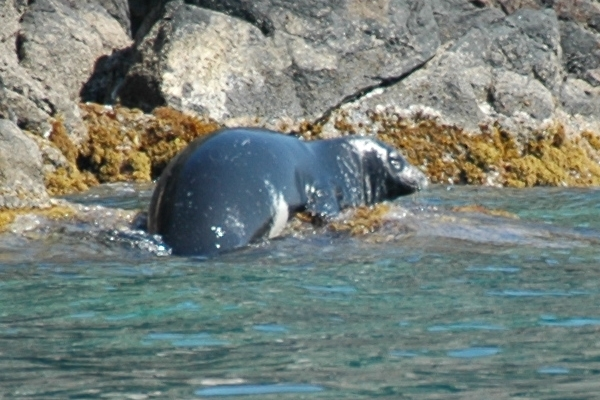
فک راهب مدیترانه در ساحل سنگی در سریفوس

حیات وحش یونان شامل گیاگان و زیاگان گوناگون یونان، کشوری در جنوب اروپا است. در این کشور ۴۴۶ گونه پرنده، ۱۱۵ گونه پستاندار، ۶۴ گونه خزنده، ۲۲ گونه دوزیست، ۴۷۶ گونه ماهی دریایی و ۱۶۲ گونه ماهی آب شیرین زیست می‌کنند. دلفین معمولی نوک‌کوتاه حیوان ملی یونان است.

## اقلیم
در بیشتر کشور اقلیم مدیترانه‌ای وجود دارد و تابستان گرم یا داغ است و در زمستان بارش هست. اکثر جزیره‌ها اقلیم مدیترانه‌ای دارند و اقلیم کرت به‌طور خاص تحت تأثیر محیط دریای اطرافش و نزدیکی به آفریقا است. مناطق مرتفع‌تر بخش‌های غربی و مرکزی کشور و بخش‌های کوهستانی پلوپونز اقلیم آلپی دارند. اقلیم در سرتاسر کشور بسیار گوناگون است و در ژوئن در نزدیکی قله‌ها ممکن است هنوز برف وجود داشته باشد؛ درحالیکه زمین‌های پست دمای بالایی دارند.

## زیاگان
یونان با توپوگرافی و زیستگاه‌های گوناگون خود زیاگان پرنده غنی‌ای دارد. این کشور جای ملاقات پرندگان سه قاره است؛ حد جنوبی برای برخی گونه‌ها و حد شمالی برای برخی دیگر. در کنار جمعیت‌های پرندگان ساکن، بسیاری گونه‌های مهاجر این کشور را وقتی به‌صورت فصلی میان سرزمین‌های زادآوریشان و ناحیه‌های زمستان‌گذرانی جابجا می‌شوند، ملاقات می‌کنند. جنگل دادیا در شمال شرقی کشور ناحیه‌ای مهم برای پرندگان شکاری است؛ جایی که چهار گونه کرکس در میان سی و شش گونه روزگرد که به ثبت رسیده‌اند، زیست می‌کنند.
جزیره یاروس منطقه زادآوری بزرگترین جمعیت فک راهب مدیترانه در خطر انقراض است.